# 扬·约内尔·布勒蒂亚努
扬·布勒蒂亚努（Ion I. C. Brătianu） (羅馬尼亞語發音：[iˈon brətiˈanu], 又称为约内尔·布勒蒂亚努（Ionel Brătianu）; 1864年8月20日—1927年11月24日)  罗马尼亚政治家，6度出任罗马尼亚首相，大罗马尼亚理想的主要代言人。著名政治家扬·康斯坦丁·布勒蒂亚努之子，自由党领袖。在布加勒斯特圣萨瓦国立学院完成了他的中等教育(1882)，在罗马尼亚军队炮兵任6个月的少尉军官。1883年留学巴黎，在巴黎综合理工学院(1884 - 1889)就读。1889年返回家园，被分配到了军队，晋升为中尉。后加入了罗马尼亚铁路局作为一名工程师。1907年任内务大臣，两年后出任首相。1910年和1914年又两度任首相。第一次世界大战初期，他希望避免与德国发生冲突，后主张罗马尼亚参加协约国一方（1916年8月）。1918年2月辞职，同年12月又出任首相，战后在巴黎和会中，他坚持大罗马尼亚的理想。1919年9月再次辞职，而不接受同南斯拉夫妥协。1922年又出任首相，任内通过1923年新宪法，实行全国土地改革。1927年6月21日最后一次组阁担任首相，11月24日因喉炎并发症死在布加勒斯特，由他的弟弟温蒂勒·布勒蒂亚努接任首相。